# Maltase-Glucoamylase
Maltase-Glucoamylase (auch: α-Glucosidase, Gen: MGAM) ist das Enzym, das die Abspaltung von α-Glucose von Glucoseketten bewirkt. Damit ist es für die Wirbeltiere unentbehrlich bei der Verdauung von linearkettigen Kohlenhydraten. Insbesondere der Abbau von Disacchariden ist mit MGAM schneller als mit der Sucrase-Isomaltase. Beim Menschen wird das Enzym auf den Microvilli des Dünndarm, in Granulozyten und den Nieren gebildet.
Die Maltase-Glucoamylase ist nicht zu verwechseln mit der lysosomalen α-Glucosidase (auch Saure Maltase genannt).
Maltase-Glucoamylase und Sucrase-Isomaltase ergänzen sich in der Verdauungsarbeit. MGAM ist evolutionsbiologisch durch Kopie aus der SI hervorgegangen, die selbst als Doppelenzym bereits aus der Kopie eines kleineren Enzyms entstanden ist. Andererseits hat die MGAM der Maus bereits etwa 3900 Aminosäuren, eine weitere Verdopplung hat also bereits stattgefunden.
α-Glucosidase-Hemmer werden als Antidiabetika zur Behandlung von Diabetes mellitus Typ 2 eingesetzt. α-Glucosidase-Hemmer sind z. B. Acarbose und Miglitol.